# Abraxas ovalidisca
Abraxas ovalidisca är en fjärilsart som beskrevs av Edward Alfred Cockayne 1951. Abraxas ovalidisca ingår i släktet Abraxas och familjen mätare. Inga underarter finns listade i Catalogue of Life.